# 아나 마리아 포페스쿠
아나 마리아 포페스쿠(루마니아어: Ana Maria Popescu, 1984년 11월 26일~)는 루마니아의 펜싱 선수이다. 주 종목은 에페로 결혼 전 성은 브란저(루마니아어: Brânză)이다. 2008년 하계 올림픽에서 개인전 은메달을 차지하였다. 루마니아 국가대표팀 소속으로 여러 차례 세계선수권 대회와 유럽 선수권을 제패한 경험이 있고, 그녀는 2007-08 시즌과 2008-09 시즌 동안 랭킹 1위를 차지하였다.

## 바이오그래피
1984년 부쿠레슈티의 라호바 구에서, 두명의 자녀들 중 둘째로 태어났다. 그녀가 처음 하던 종목은 테니스였는데, 그 이유는 테니스 코트가 그녀의 집에서 멀지 않았기 때문이었다. 그러나, 별로 경쟁력 향상을 보이지 못한 그녀는 1년 만에 테니스를 그만 두었다. 그녀는 11세가 되었을 때 학교 스포츠 클럽인 CSS 3 슈테아우아에서 축구를 하는 그녀의 오빠 마리우스의 만류에도 불구하고 펜싱에 입문하였다. 그녀는 겐체아에서 불과 6개월밖에 훈련을 받은 뒤 동연령대간의 국내대회에서 우승을 거두었다.
그녀가 8학년을 보냈던, 콘스탄차에서 시험을 통과한 뒤, 가족으로부터 독립하여 크라이오바의 페트라체-트리슈쿠 체육고등학교에 입학하여, 에페 국가대표팀 코치인 단 포데아누의 지도를 받았다. 고등학교는 나중에 그녀의 이름을 인근 골목길에 붙였다. 그녀는 미국 대학교로부터 장학금 제의를 받았으나, 루마니아에서 고교를 졸업하기로 마음을 굳혔다.
2001년, 그녀는 코르넬 밀란 코치가 지도하는 CSA 슈테아우아의 펜싱팀에 입단하였다. 같은 해, 그녀는 그단스크에서 벌어진 카데트 세계선수권에서 우승하였다. 2002년, 그녀는 안탈리아에서 열린 주니어 세계선수권 대회에서 우승하였고, 리스본에서 열린 2002년 세계 펜싱 선수권 대회 대회에서는 동메달을 목에 걸었다. 그녀는 이때의 승리를 잘 기억하고 있는데, 당시 그녀는 17세였기 때문이었고, 감독 없이 혼자 대회를 참가했기 때문이다. 이후 2004년에 그녀는, 올림픽에 출전하였으나, 개인전 16강에서 탈락하였다. 이후 그녀의 선장세는 한풀 꺾였고 유럽 펜싱 선수권 대회 대회와 세계 펜싱 선수권 대회 대회에서의 개인전 및 단체전 메달을 획득하지 못하였다. 그녀는 베이징에서 열린 2008년 하계 올림픽에 참가하여 개인전에서 결승에 올랐다. 그녀는 독일의 브리타 하이데만에게 패하였다. 그녀는 성과에 따라 스포츠 명예 훈장 (Ordinul “Meritul Sportiv”) 2등급을 획득하였다. 올림픽 이후, 그녀는 2007-08 시즌과 2008-09 시즌을 랭킹 1위로 마감하였다.
왼쪽 손목 부상으로 4달간 쉰 뒤, 포페스쿠는 파리에서 열린 2010년 세계 펜싱 선수권 대회 대회에서 단체전 우승을 이끌었다. 2011년도 포페스쿠에게 좋은 한해였다. 포페스쿠는 위와 같은 대회의 개인전에서 동메달을 획득하였고, 개인전에서 우승하였다. 이 우승을 계기로 루마니아 여자 에페 국가대표팀은 애니메이션 파워퍼프 걸을 패러디한 "파워 프라프 걸스" (Power Praf Girls) 라고 불리게 되었다. 포페스쿠와 그녀의 팀 동료는 크라이오바 명예시민 (cetăţean de onoare)으로 선정되었다.
2012년 4월에 다시 세계랭킹 1위에 오른 그녀는 2012년 하계 올림픽에 금메달을 목표로 참가하였다 그러나 그녀는 개인전 16강에서 우크라이나의 야나 솀야키나에게 1점차로 패하며 탈락하였다. 단체전의 첫 경기에서는 신아람을 필두로 한 대한민국을 상대하였는데, 이 경기에서 루마니아는 랭킹 1위가 무색하게 내내 끌려다니다가 38-45로 패하였다. 런던에서의 참패로 실망한 그녀는 "나는 눈과 얼굴을 할퀴고 벽을 향해 머리를 부딪칠 것이다."라고 말하였다. 대회 이후, 머로이우와 게르만은 가족과의 시간을 위해 은퇴하였으나, 포페스쿠만은 리오데자네이루에서 열리는 2016년 하계 올림픽을 목표로 계속 활동할 것이라고 선언하였다.
2007년, 포페스쿠는 크라이오바 대학교에서 스포츠과학 석사 학위를 획득하였다. 군인 가문으로, 그녀의 할아버지, 아버지, 오빠는 전/현역 군인들이며, 2000년에 그녀 또한 루마니아 방위대에 슈테아우아 지역의 병장으로 입대하였다. 그녀는 학위 획득 후 중위로 승진하였고, 2013년 기준으로, 그녀는 대위의 직위에 올라 있다. 그녀는 취미가 만화 보기와 이오르 인형을 수집하는 것이라고 하였다.